# Anthurium bakeri
Anthurium bakeri Hook.f., 1876 è una pianta della famiglia delle Aracee, diffusa in Messico, America centrale e parte settentrionale del Sud America.